# Rivière D'Ailleboust
Pour les articles homonymes, voir D'Ailleboust.
La rivière D'Ailleboust est un cours d’eau du versant de la rivière Péribonka, coulant dans le territoire non organisé de Passes-Dangereuses, dans la municipalité régionale de comté (MRC) de Maria-Chapdelaine, dans la région administrative de Saguenay–Lac-Saint-Jean, dans la province de Québec, au Canada. Le cours de cette rivière descend entièrement dans la zec des Passes.
Le bassin versant de la rivière D'Ailleboust est desservi par la route forestière R0250 (chemin de la « chute de la Passe ») et quelques routes secondaires desservent la zone pour les besoins de la foresterie et des activités récréotouristiques,,.
La foresterie constitue la principale activité économique du secteur ; les activités récréotouristiques, en second.
La surface de la rivière D'Ailleboust est habituellement gelée de la fin novembre au début avril, toutefois la circulation sécuritaire sur la glace se fait généralement de la mi-décembre à la fin mars.

## Géographie
Les principaux bassins versants voisins de la rivière D'Ailleboust sont :
- côté Nord : rivière au Serpent, rivière Péribonka, lac Péribonka ;
- côté Est : lac Étienniche, rivière Étienniche, rivière au Serpent, rivière Péribonka, rivière Manouane ;
- côté Sud : rivière Alex, rivière Péribonka, rivière du Portage, ruisseau Margot, rivière du Sault ;
- côté Ouest : lac Brûle-Neige, rivière Brûle-Neige, rivière Mistassibi Nord-Est, rivière Mistassibi[2].

La rivière D'Ailleboust prend sa source à l’embouchure du lac D'Ailleboust (longueur : 9,8 km ; altitude : 408 m). Cette source est située dans le territoire non organisé de Passes-Dangereuses à :
- 6,4 km au Nord-Ouest de l’embouchure de la rivière D'Ailleboust (confluence avec le lac Étienniche) ;
- 20,3 km au Sud-Ouest d’une courbe du cours de la rivière Péribonka ;
- 71,6 km au Sud de l’embouchure du lac Péribonka (traversé par la rivière Péribonka) ;
- 36,0 km au Nord-Ouest du cours de la rivière Mistassibi ;
- 22,7 km au Sud-Ouest de l’embouchure de la rivière Manouane (confluence avec la rivière Péribonka) ;
- 70,1 km au Nord de l’embouchure de la rivière Péribonka ;
- 105,6 km au Nord-Ouest du centre-ville de Saguenay[2],[5].

À partir de sa source (lac D'Ailleboust), la rivière D'Ailleboust coule sur 13,0 km, entièrement en zone forestière, selon les segments suivants :
- 10,6 km vers le Sud-Est en recueillant la décharge (venant du Sud) de quatre lacs, une deuxième décharge d’un lac (venant du Nord) et en traversant deux petits lacs, jusqu’à la décharge (venant du Nord) du lac Aubin ;
- 2,4 km vers le Sud-Est en s’élargissant, jusqu’à son embouchure[2].

La rivière D’Ailleboust se déverse dans un coude de rivière sur la rive Nord-Ouest de la rivière Manouane, à :
- 9,5 km au Sud de l’embouchure du lac Étienniche (confluence avec la rivière Étienniche) ;
- 14,9 km au Sud de l’embouchure de la rivière Étienniche (confluence avec la rivière au Serpent) ;
- 15,7 km à l’Ouest du cours de la rivière Péribonka ;
- 47,2 km au Sud de l’embouchure du lac Péribonka lequel est traversé vers le Sud-Est par la rivière Péribonka ;
- 46,1 km à l’Ouest d’une baie de la partie Ouest du réservoir Pipmuacan ;
- 35,7 km au Nord-Ouest du barrage à l’embouchure du lac Pamouscachiou (faisant partie du réservoir Pipmuacan) ;
- 15,8 km au Sud-Est de l’embouchure de la rivière Manouane ;
- 96,1 km au Nord de l’embouchure de la rivière Péribonka (confluence avec le lac Saint-Jean)[2].

À partir de l’embouchure de la rivière D'Ailleboust, le courant traverse le lac Étienniche sur 17,3 km, descend la rivière Étienniche sur 8,2 km vers le Nord, la rivière au Serpent sur 16,3 km vers le Sud-Est, le cours de la rivière Péribonka sur 150,3 km vers le Sud, traverse le lac Saint-Jean sur 29,3 km vers l’Est, puis emprunte sur 155 km le cours de la rivière Saguenay vers l’Est jusqu'à la hauteur de Tadoussac où il conflue avec le fleuve Saint-Laurent.

## Toponymie
Le toponyme de « rivière D’Ailleboust » a été officialisé le 9 juillet 1981 à la Banque des noms de lieux de la Commission de toponymie du Québec.